# Bosutinib
El bosutinib, cuyo nombre en código es SKI-606 y se comercializa con el nombre comercial de Bosulif, es un medicamento utilizado para tratar la leucemia mielógena crónica . Se utiliza específicamente en los casos con cromosoma Filadelfia positivo . Se toma por vía oral .
Los efectos secundarios comunes incluyen diarrea, erupción cutánea, náuseas, cansancio, problemas hepáticos, infección del tracto respiratorio, fiebre y dolor de cabeza . Otros efectos secundarios pueden incluir supresión de la médula ósea, daño cardíaco, hinchazón y problemas renales . El uso durante el embarazo puede dañar al bebé . Es un inhibidor de la tirosina quinasa que bloquea BCR-ABL y src .
El bosutinib se aprobó para uso médico en Estados Unidos en 2012 y en Europa en 2013  .  En el Reino Unido, 4 semanas de tratamiento cuestan al NHS unas 3.400 libras esterlinas  a partir de 2021 . Esta cantidad en Estados Unidos es de unos 17.000 dólares .